# Petr Kaniok
Petr Kaniok (* 1978) je český politolog, publicista a vysokoškolský učitel. 

## Studium a kariéra
V roce 2003 získal magisterský titul v oboru politologie na Fakultě sociálních studií Masarykovy univerzity. V roce 2005 začal působit jako asistent na Katedře mezinárodních vztahů a evropských studií FSS MU a jako pracovník Institut pro srovnávací politologický výzkum. V roce 2006 se stal doktorem filozofie a získal rovněž titul Ph.D. V tomtéž roce se také stal vedoucím projektu na Mezinárodním politologickém ústavu a výkonným redaktorem Politologického časopisu. Již v roce 2007 tak začal působit na Katedře mezinárodních vztahů a evropských studií jako odborný asistent. V roce 2012 v souvislosti se zánikem Institutu pro srovnávací politologický výzkum stal pracovníkem Mezinárodního politologického ústavu a také šéfredaktorem Politologického časopisu. V roce 2016 se stal docentem a v roce 2023 profesorem v oboru politologie. V roce letech 2021 a 2023 získal cenu prorektorky Masarykovy univerzity za excelentní výsledky v doktorském studiu. V roce 2023 se zároveň stal vedoucím Mezinárodního politologického ústavu.
Ve své odborné práci se zaměřuje zejména na téma Evropské unie či problematiku euroskepticismu, přičemž geograficky se zaměřuje na oblast Skandinávie. V souvislosti se svým odborným zaměřením byl opakovaně hostem v různých médiích. V minulosti byl městským zastupitelem za ODS.